# Kel Essufperiode

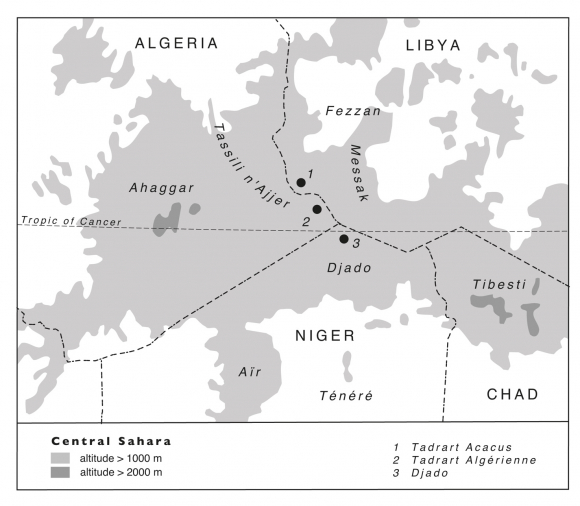
verspreidingskaart van Kel Essuf-type petrogliefen in de centrale Sahara

De Kel Essufperiode (geest van de doden in de Toeareg-taal) is de stijlperiode met de vroegste vorm van gegraveerde antropomorfe rotstekeningen uit de Centrale Sahara, die vóór 9800 BP werden geproduceerd, mogelijk zo vroeg als 12.000 BP in het Laat Pleistoceen. In tegenstelling tot de voorafgaande Bubalusperiode, welke van Noord-Afrikaanse oorsprong was, vertegenwoordigde de Kel Essuf-stijl een migratie van mensen uit het gebied ten zuiden van de Sahara.      
Er zijn twintig archeologische vindplaatsen die meer dan 300 Kel Essuf-rotstekeningen in de Tadrart Rouge van Algerije en een paar archeologische vindplaatsen in de Tadrart Acacus van Libië die minstens twintig Kel Essuf-rotstekeningen afbeelden.  

De Kel Essuf-rotskunsttraditie van petrogliefen wordt gevolgd door de geschilderde rondkopperiode. De rondkop-rotstekeningen vertonen overeenkomsten met traditionele culturen in Sub-Sahara Afrika.     

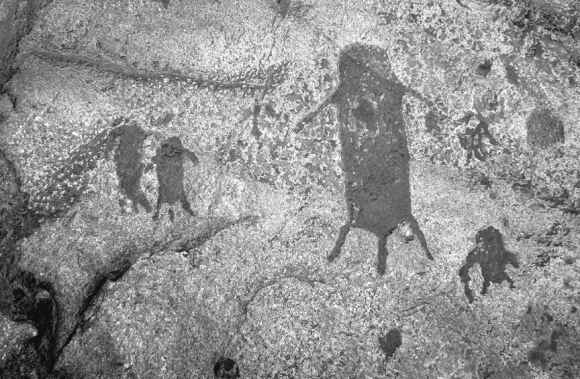
enkele Kel Essuf-petrogliefen bij Iberdjen Wan Tabarakat

## Klimaat
Tussen het 16e en 15e millennium BP was de omgeving vochtig. Van 20.000 tot 13.000 BP was er sprake van een gevarieerd klimaatsysteem. De hooggelegen gebieden met bergen waren aanzienlijk natter dan de laaggelegen gebieden zonder bergen, wat leidde tot klimaatvariatie. In hooggelegen gebieden viel veel regen, waardoor er meren ontstonden, terwijl in laaggelegen gebieden sprake was van aanzienlijke droogte. In het Laat Pleistoceen, met zijn gevarieerde klimaatsysteem, bleven de bergachtige omgevingen voldoende vochtig, wat het mogelijk maakte dat er dierlijk, plantaardig en menselijk leven kon bestaan. Tijdens de Kel Essuf-periode kan er sprake zijn geweest van toenemende regionale isolatie als gevolg van het ongunstige klimaat in de regio. 

## Kenmerken

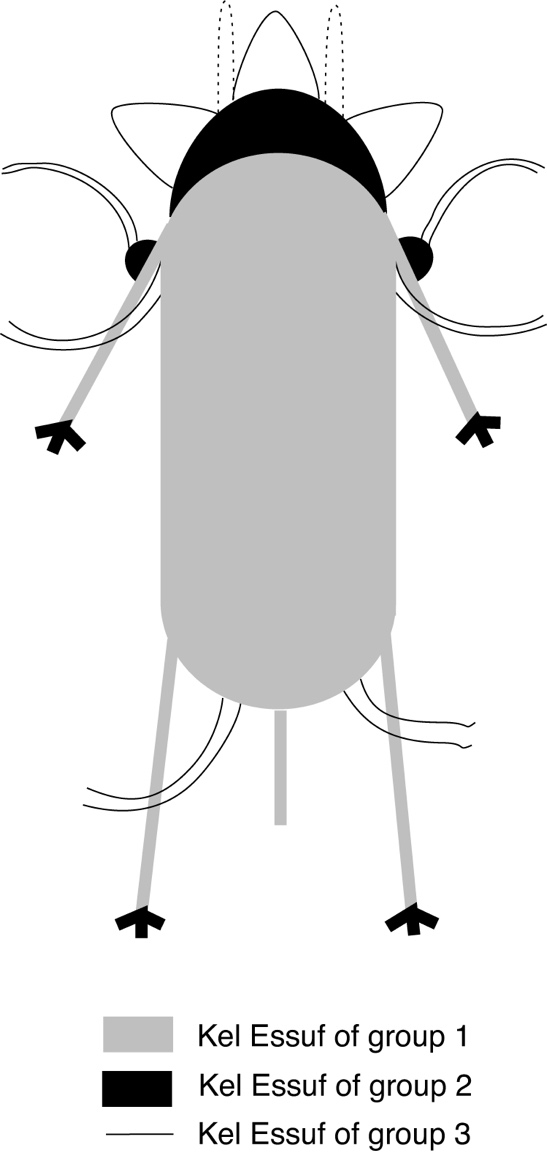
evolutionair diagram van Kel Essuf-petrogliefen

De rotstekeningen van Kel Essuf tonen gewoonlijk ovaalvormige afbeeldingen, die vier korte aanhangsels bezitten – twee bovenste aanhangsels, of armen, die drie tot vier vingerachtige tenen kunnen hebben, en twee onderste aanhangsels, of benen – evenals een extra aanhangsel, of penisaanhangsel, zonder vingerachtige tenen, wat kan duiden op mannelijkheid.     
Meer dan 90% van de Kel Essuf-rotstekeningen dragen een extra aanhangsel, dat geen vingerachtige vingers heeft. De Kel Essuf-rotstekeningen kunnen worden onderverdeeld in 3 subcategorieën. Met categorie 1 als gestandaardiseerd referentiemodel, bezitten de Kel Essuf-rotstekeningen van categorie 2 aanhangsels aan hun zijkanten, met half-schijfvormige aspecten die geïnterpreteerd kunnen worden als schouders, en drie vingerachtige tenen die uit de uiteinden van de twee aanhangsels steken. De Kel Essuf-rotstekeningen van categorie 3 bezitten twee aanhangsels aan hun zijkanten die kromlijnig zijn (twee evenwijdige lijnen die aan hun uiteinden niet sluiten), een extra aanhangsel zonder vingers en een vernauwing die erop duidt dat het een nek is. Daarnaast kan deze categorie afbeeldingen soms meer dan twee aanhangsels bezitten ter hoogte van hun "hoofd", decoratieve kromlijnige kenmerken vertonen nabij hun "schouder"-gebieden en zelfs sporen van eerdere tekeningen vertonen.    
Resten van later verwijderde geplaveide vloeren zijn gevonden in 75% van de rotsschuilplaatsen in de Centrale Sahara, waar Kel Essuf-rotskunst is gevonden. De vloerbedekking in deze rotsschuilplaatsen werd waarschijnlijk gemaakt met het doel water te verzamelen en werd later weer afgebroken nadat de eerste rondkop-rotstekeningen werden gemaakt.     

## Classificatie
De rotskunst van de Sahara wordt gecategoriseerd in verschillende groepen (zoals Bubalus, Kel Essuf, rondkop, pastorale, paarden, kamelen) op basis van verschillende factoren (zoals kunsttechniek, afgebeelde dieren, motieven, overlappingen van stijlen). 
In 5000 BP ondergingen de buffels (Bubalus antiquus, tegenwoordig Pelorovis) in Afrika een massale uitsterving. As gevolg daarvan werden de gegraveerde stenen afbeeldingen van deze macroscopische, ongedomesticeerde buffels in niet-omheinde rotstekeningen geïdentificeerd als Bubalusperiode. Daarentegen zijn er in de afgesloten rotstekeningenzones gegraveerde Kel Essuf-kunstwerken te vinden, waarop kleine menselijke vormen met korte armen, benen en penisvormige aanhangsels zijn afgebeeld. 
In geschilderde rondkop-rotstekeningen worden gewoonlijk menselijke en ongedomesticeerde dierlijke vormen (bijv. manenschapen, antilopen) afgebeeld, met een verscheidenheid aan details (bijv. dansen, rituele ceremonies, maskers, spirituele dierlijke vormen). Geschilderde rondkop-rotstekeningen en gegraveerde Kel Essuf-rotstekeningen delen gewoonlijk dezelfde regio en af en toe dezelfde rotsschuilplaatsen, in tegenstelling tot de gegraveerde Bubalus-rotstekeningen, die zelden voorkomen in rotstekeningenzones waar overwegend geschilderde rondkop-rotstekeningen worden afgebeeld. 

## Datering
Hoewel de Kel Essuf-rotskunst en de Bubalus-rotskunst niet gelaagd over elkaar heen zijn aangetroffen, is de Kel Essuf-rotskunst, naast het feit dat deze met een donker patina is aangetroffen, wel gelaagd onder de rondkop-rotskunst aangetroffen. Vanwege de gelaagdheid en de artistieke overeenkomsten tussen de Kel Essuf-rotskunst en de rondkop-rotskunst van de Centrale Sahara, wordt de gegraveerde Kel Essuf-rotskunst beschouwd als de artistieke voorloper van de geschilderde rondkop-rotskunst.  
De datering van de Bubalus-rotstekeningen werd met behulp van resten van klei, mangaan en ijzeroxide in de donkergekleurde patina geschat op het Laat Pleistoceen of vroege Holoceen. Met behulp van stoffen van organische oorsprong die in de diepten van de rotsschuilplaatsen zijn aangetroffen werd geschat dat deze zich tussen 9200 en 5500 BP hebben ontwikkeld. De Qurta-rotstekeningen uit het prehistorische Egypte, waarop ongedomesticeerde dieren zijn afgebeeld, worden geschat op minimaal 15.000 BP. Dit is gebruikt als aanvullende overweging om de Bubalus-rotstekeningen te dateren tot ruim vóór 10.000 BP. 
De chronologie van de rotstekeningen van de Sahara is het onderwerp van debat gebleven. De rotstekeningen van de rondkop, Kel Essuf en Bubalusperiode zijn de oudste chronologische typen, maar de datering ervan wordt als minder zeker beschouwd in vergelijking met de jongere chronologische typen (bijvoorbeeld rotstekeningen met afbeeldingen van dieren uit de Sahara, die chronologisch konden worden benaderd voor een specifieke tijdsperiode). Als gevolg hiervan werden twee soorten chronologieën ontwikkeld, de lange chronologie en korte chronologie. 
Geloofwaardigheid voor de lange chronologie wordt gegeven door gedecoreerd aardewerk uit de Sahara, gedateerd op 10.726 BP. Een spatel en stenen slijpgereedschappen met okerresten erop, die dienen als bewijs van beschildering, werden gevonden in een Acacus-rotsonderkomen met rondkop-rotskunst. Verf van rondkop-rotskunst in de regio van Libië werd ook getest en gedateerd op 6379 BP. Al met al tonen deze afbeeldingen een voortzetting van de traditie van de rondkoprotskunst tot ver in de pastorale periode. 
Op basis van de geplaveide vloeren die bestemd waren voor het verzamelen van bronwater, kunnen de Kel Essuf-rotstekeningen, die culturele facies zijn, dateren van ten minste 12.000 BP, in het Laat Pleistoceen. 

## Kel Essuf en rondkop-rotskunst

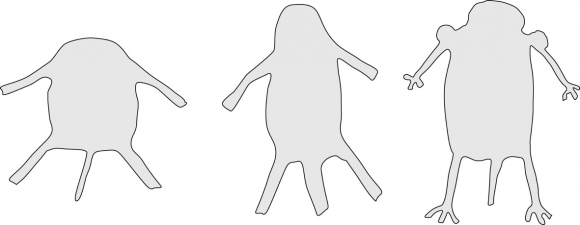
Iberdjen Wan Tabarakat: drie voorbeelden van Kel Essuf-petrogliefen in dezelfde rotswand

De Kel Essuf-rotskunsttraditie van graveren heeft zich mogelijk ontwikkeld tot de monumentale rondkop-traditie van schilderen.  
De beschilderde rondkop-rotskunst van Aman Sammedni, gelegen in de hoge rotsschuilplaatsen van de Acacus-regio in Algerije, vertoont grote gelijkenis met de standaard gegraveerde Kel Essuf-rotskunst. De beschilderde rondkop-rotskunst en de gegraveerde Kel Essuf-rotskunst bevinden zich meestal in dezelfde regio en af en toe in dezelfde rotsschuilplaatsen. De rotstekeningen van rondkop-vertonen aanzienlijke overeenkomsten met traditionele culturen in Sub-Sahara Afrika. 
Mori (1967) opperde als eerste de hypothese dat de rondkop-rotskunst zich ontwikkelde uit de Kel Essuf-rotskunst in de Acacus-regio. Deze veronderstelde evolutie van het ene type rotskunst naar het andere vindt steun in het feit dat de rondkop-rotskunst werd gesuperponeerd op de Kel Essuf-rotskunst in de Acacus van Algerije. De overlapping van de rondkop-rotskunst op de Kel Essuf-rotskunst wordt gezien als een bewijs dat de Kel Essuf-rotskunst chronologisch voorafgaat aan de rondkop-rotskunst en wordt ook gezien als een ontwikkelingspatroon, van eenvoudiger gedetailleerde Kel Essuf-gravures tot complexer gedetailleerde (bijvoorbeeld vingers) rondkop-schilderingen. Mori vond steun gevonden bij Hallier & Hallier (1999) en Streidter et al. (2002-2003). 
De opvallende gelijkenissen tussen de Kel Essuf- en rondkop-kunst, samen met de gelijkenis in vorm, omvatten de volgende opmerkelijke kenmerken: vormen in de vorm van een “halve maan” die verbonden is met de schouder(s), gegraveerde vormen in de vorm van een "halve maan" in de buurt van "figuren", vormen met bogen en stokken, en hoorns bovenop de hoofden van de Kel Essuf-vormen die in configuratie lijken op de rondkop-vormen (bijv. vorm, positie). Vanwege het ontbreken van deze gelijkenissen in de pastorale rotskunst kunnen deze gelijkenissen worden beschouwd als culturele bijzonderheden die uniek zijn voor de jagers-verzamelaars die de Kel Essuf- en rondkop-rotskunst creëerden. Een bijzonderheid die uniek is voor de Kel Essuf-rotskunst, in tegenstelling tot de rondkop-rotskunst, zijn de penisvormen. Deze penisvormen kunnen duiden op mannelijkheid en kunnen ontbreken in de rondkop-rotskunst vanwege een taboe. Afgezien van deze afwezigheid zijn zowel de Kel Essuf- als de rondkop-rotskunst grotendeels samengesteld uit mannelijke afbeeldingen. 
Vergelijkende analyse van de rotskunst van Tassili n'Ajjer en Djado resulteerde in de conclusie dat de rondkop-rotskunst van Djado de voorloper was van de rondkop-rotskunst van Tassili n'Ajjer. Met de enneris van het bergachtige gebied van Djado als oorsprong, migreerden de makers van de rondkop-rotskunst van Djado naar Tassili en, als voortzetting van de artistieke traditie van Djado, produceerden ze de rondkop-rotskunst van Tassili n'Ajjer. 
De "gepikte Djado-rondkoppen" of Kel Essuf-rotskunst, in het Djadogebergte in het noorden van Niger wordt gezien als van een grote gelijkenis met de rondkoppen-rotskunst in Algerije en met sommige afbeeldingen in Libië; daarom wordt dit gezien als een bewijs dat de jachtgemeenschappen die deze rotskunst creëerden tot dezelfde culturele eenheid behoorden, hoewel ze ook variëteiten hadden die uniek waren voor elk gebied. 
Terwijl de rondkop-rotstekeningen minder talrijk worden aangetroffen in de bergachtige gebieden van Algerije en Libië, worden ze het meest aangetroffen in het plateaugebied van Tassili. De voorlopers van de rondkop-rotskunst zijn mogelijk afkomstig uit het bergachtige noordelijke gebied (bijvoorbeeld Adrar Bous, Air) van Niger. Deze gebieden worden archeologisch als vergelijkbaar beschouwd (bijvoorbeeld aardewerk). Wilde flora en dieren werden gebruikt in epipaleolithische jager-verzamelaarsculturen tussen 10.000 en 8000 BP en tussen 8800 en 7400 BP. Op basis van de data die zijn verkregen voor aardewerk in de noordelijke Sahara (8e millennium BP), Tibesti (8949 BP), Libië (8950 BP) en Tin Hanakaten (9420 BP), zou het kerngebied voor het oudste aardewerk van de Sahara waarschijnlijk in de gedeelde regio (bijvoorbeeld Tassili, Aïr, Adrar Bous) van Niger en Algerije hebben gelegen. De rondkop-kunstenaars zijn mogelijk afkomstig uit dit kerngebied en hadden mogelijk een culturele gewoonte van associatie, via lange afstanden, met andere rondkop-kunstenaars. De opkomst en uitbreiding van aardewerk in de Sahara kan in verband worden gebracht met de oorsprong van zowel de rondkop- als de Kel Essuf-rotskunst, die rotsschuilplaatsen in dezelfde regio's bezetten en die ook gemeenschappelijke overeenkomsten vertonen. 

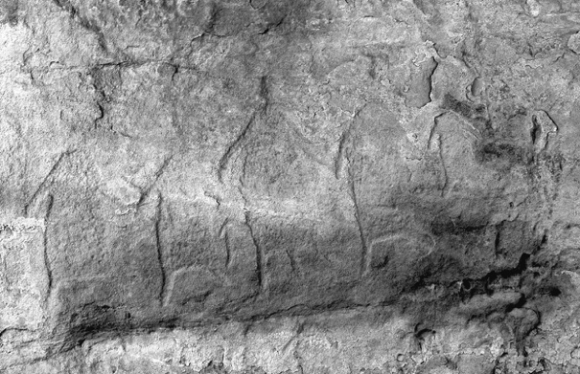
petrogliefen die mogelijk een gezin afbeelden
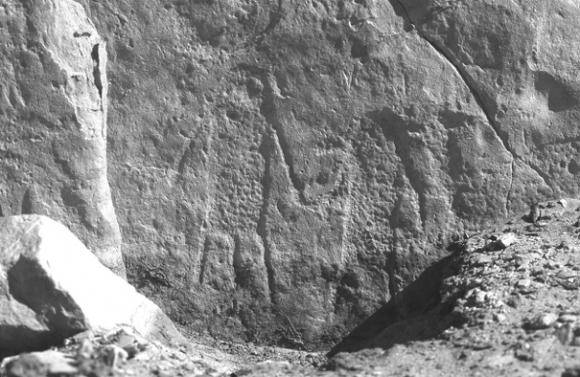
Kel Essuf-afbeelding van misschien wel de oudste bekende paarfiguratie
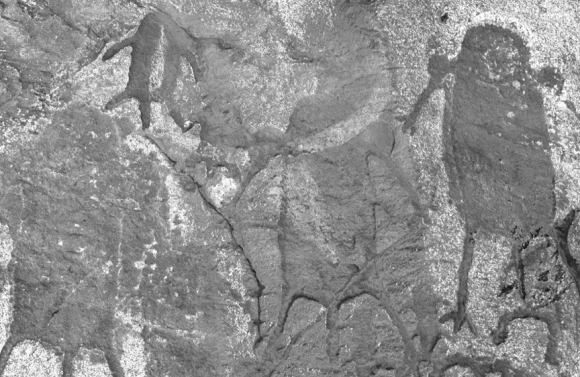
Iberdjen Wan Tabarakat: petrogliefen van Kel Essuf overdekt door schilderingen van de rondkopperiode
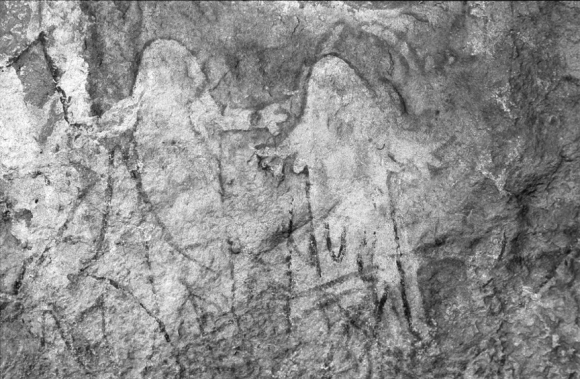
Djadoplateau: voorbeeld van een schilderig uit de rondkopperiode dat een antropomorf afbeeldt die erg lijkt op het Kel Essuf-type